# Sveti Ivan

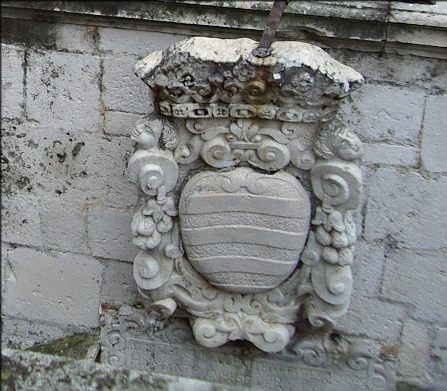
Escut de Ragusa en pedra a l'església de Sveti Ivan

Sveti Ivan o Sant Joan és una església de la ciutat vella de Dubrovnik a Croàcia, situada a tocar de les muralles, construïda al segle xvii. És adjacent al museu marítim de la ciutat i és la més propera al mar (a la vora del port).